# 米格利茨塔尔
米格利茨塔尔（德語：Müglitztal，意为“米格利茨河谷”）是德国萨克森州的一个市镇，隶属于萨克森施韦茨-东厄尔士山县。总面积为21.01平方千米，截至2020年总人口为1923人。